# دائرة اللوكوس
دائرة اللوكوس هي إحدى دوائر إقليم العرائش، التابع لجهة طنجة تطوان الحسيمة، المملكة المغربية. تضم الدائرة 6 جماعات قروية، وبلغ عدد سكانها 111016 فرداً سنة 2004 حسب الإحصاء الرسمي للسكان والسكنى. يتبع للدائرة 19 مشيخة و190 دوار.

## التقسيمات الإداريّة
تعتبر دائرة اللوكوس إحدى الدوائر المشكّلة لإقليم العرائش، وهو التقسيم الإداري من المستوى الرابع المعتمد في المغرب. ينقسم إقليم العرائش إلى 17 جماعات قروية تختلف من حيث السكان والمساحة، والتي بدورها تنقسم إلى مشيخات تضم عدداً من الدواوير.